# Société Numérique
Société Numérique (en allemand : Digitale Gesellschaft) est une organisation à but non lucratif en Suisse. Elle vise à préserver et à promouvoir une société numérique libre, ouverte et durable. Elle est particulièrement engagée dans la protection et la défense des droits fondamentaux et des droits de l'homme dans l'espace numérique, mais aussi dans la protection des consommateurs.

## Toile de fond
Société Numérique existe depuis le début de l'année 2011. Elle s’organise en premier lieu par le biais de réunions semestrielles à Bremgarten (Argovie). En parallèle, des dîners traitant de la politique de réseaux prennent place chaque mois à Zurich et à Berne, et une communication permanente a lieu, via une mailing liste cryptée d’une part et des téléconférences hebdomadaires d’autre part. Les différents sujets clés comme la « neutralité du réseau » sont traités par des groupes de spécialistes internes. En matière juridique, les avocats Viktor Györffy, Martin Steiger, et Simon Schlauri travaillent pour Société Numérique. L'administrateur délégué est Erik Schönenberger.
Société Numérique a comme membres le Chaos Computer Club Suisse, le Chaos Computer Club Zurich, le Digitale Allmend, l'association grundrechte.ch, l'Internet Society, le parti pirate suisse, le Swiss Internet User Group et la fondation Wau Holland. La Swiss Privacy Foundation a fusionné avec Société Numérique à l'automne 2016.

## Activités
Au printemps 2015, Société Numérique a adressé une lettre ouverte aux politiciens, dont Amnesty International et la fondation pour la protection des consommateurs, contre deux nouvelles lois de surveillance. Les principales critiques à l'égard de ces lois portaient sur la conservation des données et l’exploration du réseau câblé.
Société Numérique a déposé plainte contre l’exploration du réseau câblé à l'automne 2017. La procédure est actuellement pendante devant le Tribunal administratif fédéral.
Fin février 2014, l'association avait déjà déposé une plainte contre la conservation des données en Suisse. L'appel a été rejeté par la Tribunal fédéral en avril 2018. Un renvoi devant la Cour européenne des droits de l'homme à Strasbourg a été fait en septembre 2018.
L'association a également participé à l'opposition à la révision de la loi fédérale sur la surveillance de la correspondance par poste et télécommunication (LSCPT) et de la nouvelle loi fédérale sur le renseignement (LRens). Elle était également active contre le blocage de réseau pour les fournisseurs étrangers de jeux d'argent.
Au cours de l'été 2013, l'association a déposé une plainte pénale auprès du Ministère public de la Confédération contre des inconnus pour des services de renseignements interdits et d'autres infractions pénales en raison des révélations du dénonciateur Edward Snowden. Le Ministère public de la Confédération n'a pas poursuivi son enquête,.
Depuis octobre 2013, Société Numérique est représentée dans le groupe de travail « Neutralité des réseaux » de l'office fédéral de la communication.
En avril 2014, Société Numérique a publié une infographie sur la problématique de la conservation des données en Suisse après que le conseiller national vert Balthasar Glättli a mis à disposition à cet effet ses données personnelles issues de six mois de surveillance,,,.